# Park Narodowy „Kytałyk”
Park Narodowy „Kytałyk” (ros. Национальный парк «Кыталык») – park narodowy w ułusie ałłaichowskim w Republice Sacha (Jakucja) w Rosji. Jego obszar wynosi 18 855,54 km².  Park został utworzony dekretem rządu Federacji Rosyjskiej z dnia 24 grudnia 2019 roku. Zarząd parku znajduje się w miejscowości Czokurdach.
Park został wpisany na wstępną listę światowego dziedzictwa UNESCO. W 2011 roku został zakwalifikowany przez BirdLife International jako ostoja ptaków IBA.

## Opis
Park znajduje się za kołem podbiegunowym na Nizinie Jańsko-Indygirskiej. Głównym celem jego powstania było zachowanie populacji żurawia białego (syberyjskiego), krytycznie zagrożonego wyginięciem. Kytałyk to jakucka nazwa tego ptaka. W parku gniazduje ponad 70% światowej populacji żurawia białego. Ponadto utworzenie parku miało na celu zachowanie krajobrazów tundrowych Niziny Jańsko-Indygirskiej i innych rzadkich, zagrożonych gatunków zwierząt, w tym populacji dzikich reniferów tundrowych.
Na terenie parku występuje przeważnie tundra mszysto-porostowa i tundra krzewinkowa oraz duże obszary bagienne. Rosną tu 273 gatunki roślin naczyniowych. 
Spośród kręgowców stwierdzono występowanie m.in. 21 gatunków ssaków i 91 gatunków ptaków, z których 63 gniazduje. Oprócz żurawia białego znajdują się tam tereny lęgowe m.in. nurka białodziobego, gęsi białoczelnej, łabędzia czarnodziobego, bajkałówki, sokoła wędrownego. Żyją tu też m.in. wilki szare, lisy polarne, lemingi syberyjskie, rosomaki tundrowe i piżmaki amerykańskie.